# Lijst van personages uit de boeken van Raymond Feist
In de boeken over Midkemia en Kelewan van Raymond E. Feist komen veel personages voor. Hier staan alle personages die in de boeken genoemd worden:

## Lijst met personages in de boeken betreffende Kelewan
| Naam                             | Rol in de boeken | Komt voor in               |
| -------------------------------- | --- | -------------------------- |
| Mara van de Acoma                | Vrouwe van de Acoma; vrouw van Buntokapi, later van Hokanu; Moeder van Ajiki (met Buntokapi), Justijn (met Kevin) en Kasuma (met Hokanu)                                                                             | Keizerrijk-trilogie        |
| Justijn van de Acoma             | Zoon van Mara van de Acoma en Kevin van Zün; Later tweeënnegentigste Keizer en Hemels Licht van Tsuranuanni | Keizerrijk-trilogie        |
| Ajiki van de Acoma               | Zoon van Mara van de Acoma en Buntokapi van de Anasati; Wordt vermoord door een lid van de Tong Hamoi | Keizerrijk-trilogie        |
| Kasuma van de Acoma              | Dochter van Mara van de Acoma en Hokanu van de Shinzawai; Erfdochter van het huis Acoma | Vrouwe van het Keizerrijk  |
| Sezu van de Acoma                | Heer van de Acoma; Vader van Mara en Lanokota; Sterft samen met Lanokota door een list van de Minwanabi | Dochter van het Keizerrijk |
| Lanokota van de Acoma            | Zoon van Sezu van de Acoma; Broer van Mara; Sterft samen met Sezu door een list van de Minwanabi | Dochter van het Keizerrijk |
| Arakasi                          | Spionnenmeester, in dienst van Mara van de Acoma; Eerder in dienst van het Huis Tuscai | Keizerrijk-trilogie        |
| Lujan                            | Soldaat, later bevelhebber en opperbevelhebber, in dienst van Mara van de Acoma; Later Heer van het huis Lujan | Keizerrijk-trilogie        |
| Jican                            | Hadonra, in dienst van Mara van de Acoma | Keizerrijk-trilogie        |
| Papewaio 'Pape'                  | Slagleider, in dienst van Mara van de Acoma | Keizerrijk-trilogie        |
| Keyoke                           | Opperbevelhebber en later Adviseur voor Oorlogszaken, in dienst van Mara van de Acoma | Keizerrijk-trilogie        |
| Nacoya                           | Kindermeisje, later Eerste Adviseur, in dienst van Mara van de Acoma | Keizerrijk-trilogie        |
| Kevin van Zün                    | Slaaf, in dienst van Mara van de Acoma; Minnaar van Mara; Vader van Justijn (met Mara); Later Ambassadeur van het Koninkrijk der Eilanden op Kelewan                                                                 | Keizerrijk-trilogie        |
| Kamatsu van de Shinzawai         | Heer van de Shinzawai; Vader van Kasumi en Hokanu | Keizerrijk-trilogie        |
| Kasumi van de Shinzawai          | Eerste zoon van Kamatsu van de Shinzawai | Keizerrijk-trilogie        |
| Hokanu van de Shinzawai          | Tweede zoon van Kamatsu van de Shinzawai; Erfzoon van de Shinzawai; Echtgenoot van Mara van de Acoma en later van Elumani; Vader van Kasuma (met Mara) en Kamatsu en Maro (met Elumani); Later Heer van de Shinzawai | Keizerrijk-trilogie        |
| Tecuma van de Anasati            | Heer van de Anasati; Vader van Halesko, Jiro en Buntokapi | Keizerrijk-trilogie        |
| Halesko van de Anasati           | Eerste zoon van Tecuma van de Anasati | Keizerrijk-trilogie        |
| Jiro van de Anasati              | Tweede zoon van Tecuma van de Anasati; Later Heer van de Anasati | Keizerrijk-trilogie        |
| Buntokapi 'Bunto' van de Anasati | Derde zoon van Tecuma van de Anasati; Heer van de Acoma; Echtgenoot van Mara; Vader van Ajiki; Pleegt later zelfmoord door een list van Mara                                                                         | Keizerrijk-trilogie        |
| Jingu van de Minwanabi           | Heer van de Minwanabi; Vader van Desio; Pleegt later zelfmoord door een list van Mara | Keizerrijk-trilogie        |
| Desio van de Minwanabi           | Zoon van Jingu; Later Heer van de Minwanabi | Keizerrijk-trilogie        |
| Tasaio van de Minwanabi          | Neef van Desio van de Minwanabi; Voormalig generaal van de krijgsheer; Later Heer van de Minwanabi | Keizerrijk-trilogie        |
| Jidu van de Tuscalora            | Heer van de Tuscalora; Vazal van Mara van de Acoma | Keizerrijk-trilogie        |
| Ichindar 'Het Hemelse Licht'     | Eenennegentigste keizer van Tsuranuanni | Keizerrijk-trilogie        |

## Lijst met personages in de boeken betreffende Midkemia
| Naam                      | Rol in de boeken | Komt voor in                                                      |
| ------------------------- | --- | ----------------------------------------------------------------- |
| Puc ConDoin               | Magiër van de Assemblee; Echtgenoot van Katala en later van Miranda; Vader van William ConDoin (met Katala), Caleb en Magnus; Adoptievader van Gamina; Aangenomen neef van Martin ConDoin, Lyam ConDoin, Arutha ConDoin, Tad en Zane; Oudoom van Dash en Jimmy; Een van de grootste magiërs | De Saga van de Oorlog van de Grote Scheuring, Keizerrijk-trilogie |
| Tomas                     | Bezitter van de macht van Asschen-Sukar; Echtgenoot van Aglaranna; Vader van Caelis | De Saga van de Oorlog van de Grote Scheuring                      |
| Borric ConDoin III        | Hertog van Schreiborg; Echtgenoot van Catherine; Vader van Martin Langboog (met onbekende), Lyam ConDoin (met Catherine), Arutha ConDoin (met Catherine) en Carlina ConDoin (met Catherine); Neemt Puc op in de familie waardoor die ook de naam "ConDoin" krijgt                           | De Saga van de Oorlog van de Grote Scheuring                      |
| Martin 'Langboog' ConDoin | Eerste zoon van Borric ConDoin (met onbekend dienstmeisje); Halfbroer van Lyam ConDoin, Arutha ConDoin en Carlina ConDoin; Jachtmeester van Schreiborg, later Hertog van Schreiborg; Echtgenoot van Brianna; Vader van Markus en Margreet                                                   | De Saga van de Oorlog van de Grote Scheuring                      |
| Lyam ConDoin              | Tweede zoon van Borric ConDoin en Catherine; Broer van Arutha ConDoin en Carlina ConDoin; Halfbroer van Martin ConDoin; Later Koning van het Koninkrijk der Eilanden | De Saga van de Oorlog van de Grote Scheuring                      |
| Arutha ConDoin            | Derde zoon van Borric ConDoin en Catherine; Broer van Lyam ConDoin en Carlina ConDoin; Halfbroer van Martin ConDoin; Echtgenoot van Anita ConDoin; Vader van Borric ConDoin, Erland ConDoin, Elena ConDoin en Valentijn ConDoin; Later Prins van Krondor                                    | De Saga van de Oorlog van de Grote Scheuring                      |
| Carlina ConDoin           | Dochter van Borric ConDoin en Catherine; Echtgenote van Laurie; Later Hertogin van Salador | De Saga van de Oorlog van de Grote Scheuring                      |
| Briana                    | Dochter van de Schutvrouwe van Armengard; Echtgenote van Martin ConDoin | De Saga van de Oorlog van de Grote Scheuring                      |
| Erland ConDoin            | Prins van Krondor; Echtgenoot van Alicia ConDoin; Vader van Anita ConDoin | De Saga van de Oorlog van de Grote Scheuring                      |
| Alicia ConDoin            | Echtgenote van Erland ConDoin; Moeder van Anita ConDoin; Later echtgenote van Emus Trask | De Saga van de Oorlog van de Grote Scheuring                      |
| Anita ConDoin             | Dochter van Erland ConDoin en Alicia ConDoin; Echtgenote van Arutha ConDoin; Moeder van Borric ConDoin, Erland ConDoin, Elena ConDoin en Valentijn ConDoin; Later Prinses van Krondor | De Saga van de Oorlog van de Grote Scheuring                      |
| Borric ConDoin IV         | Eerste zoon van Arutha ConDoin en Anita ConDoin; Broer van Erland ConDoin, Elena ConDoin en Valentijn ConDoin; Echtgenoot van Jasmine; Vader van Patrick ConDoin en Francine ConDoin; Later Koning van de Eilanden                                                                          | De Saga van de Oorlog van de Grote Scheuring                      |
| Erland ConDoin II         | Tweede zoon van Arutha ConDoin en Anita ConDoin; Broer van Borric ConDoin, Elena ConDoin en Valentijn ConDoin; Later Prins van Krondor | De Saga van de Oorlog van de Grote Scheuring                      |
| Elena ConDoin             | Dochter van Arutha ConDoin en Anita ConDoin; Zus van Borric ConDoin, Erland ConDoin en Valentijn ConDoin | De Saga van de Oorlog van de Grote Scheuring                      |
| Valentijn ConDoin         | Derde zoon van Arutha ConDoin en Anita ConDoin; Broer van Borric ConDoin, Erland ConDoin en Elena ConDoin; Later Admiraal van het Westen | De Saga van de Oorlog van de Grote Scheuring                      |
| Laurie                    | Minstreel; Later echtgenoot van Carlina ConDoin en Hertog van Salador | De Saga van de Oorlog van de Grote Scheuring                      |
| Robert 'Robbie' de Hand   | Snaak; Jonkheer van Arutha; Later echtgenoot van Gamina en Hertog van Krondor | De Saga van de Oorlog van de Grote Scheuring                      |
| Joolstein                 | Jonker aan Arutha's hof; Vriend van Robbie; Later Riddermaarschalk | De Saga van de Oorlog van de Grote Scheuring                      |